# Moreau Township (comté de Morgan, Missouri)
Moreau Township est un township, situé dans le comté de Morgan, dans le Missouri, aux États-Unis,.
Le township est baptisé en référence au cours d'eau South Moreau Creek.

### Source de la traduction
- (en) Cet article est partiellement ou en totalité issu de l’article de Wikipédia en anglais intitulé « Moreau Township, Morgan County, Missouri » (voir la liste des auteurs).